# Летбриджський університет
Ле́тбриджський університе́т (англ. The University of Lethbridge, акронім: UofL) — науково-дослідницький університет, розташований у міста Летбридж, Канада.
Заснований у 1967, зараз налічує понад 8 тисяч студентів і наукових співробітників.

## Коледжі
До складу університету входять наступні факультети:
- Факультет гуманітарних і загальних наук
- Факультет освіти
- Факультет мистецтва
- Факультет охорони здоров'я
- Факультет управління
- Факультет аспірантури і досліджень